# Cynthia McKinney

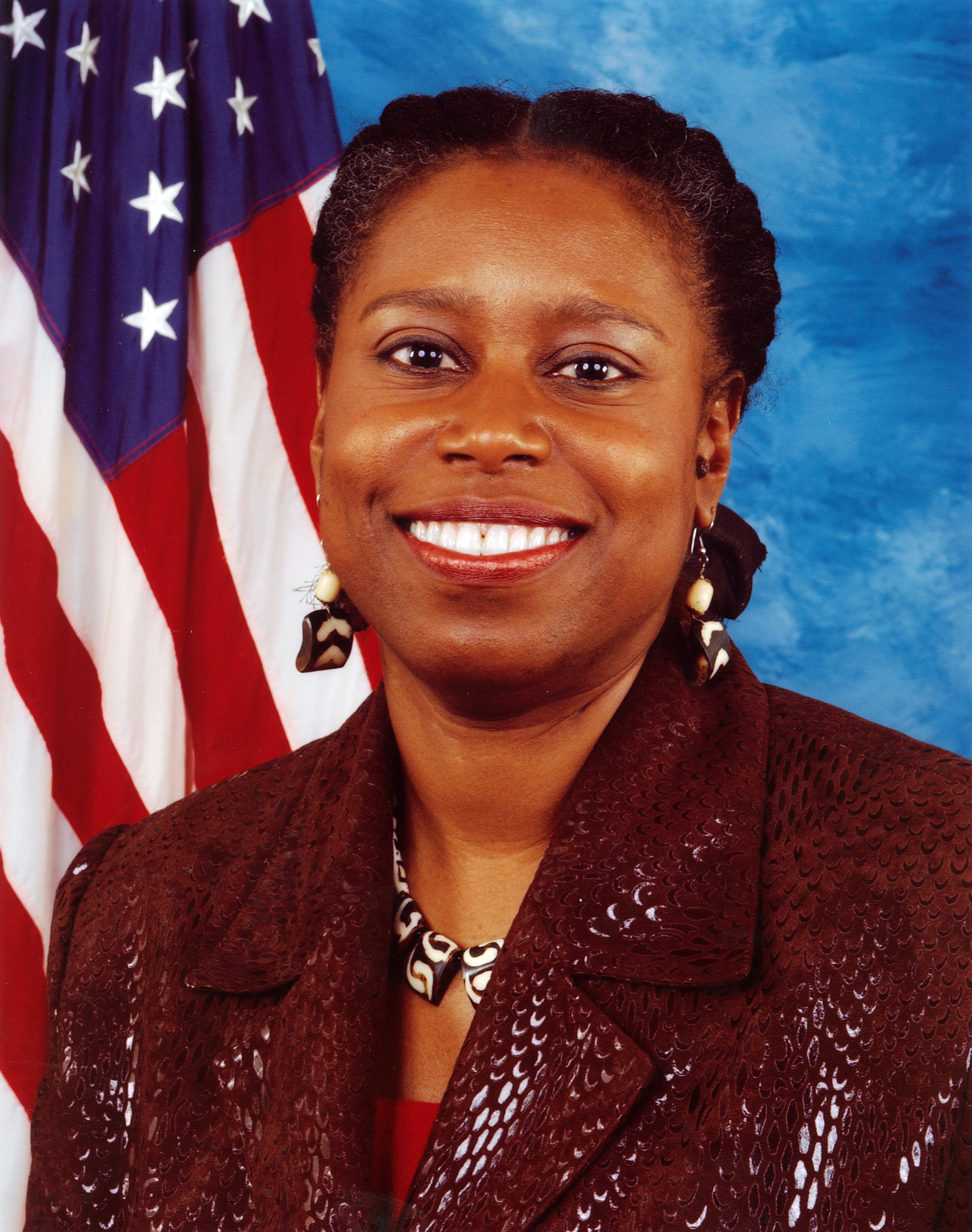
Cynthia McKinney

Cynthia Ann McKinney (* 17. März 1955 in Atlanta, Georgia) ist eine US-amerikanische Politikerin, die bei der Präsidentschaftswahl im November 2008 als Kandidatin der Grünen Partei antrat.

## Biografie
Cynthia McKinney wurde 1955 als Tochter eines der ersten schwarzen Polizeioffiziere Atlantas, des späteren Politikers Billy McKinney in Atlanta, Georgia geboren. Sie besuchte die St. Joseph High School und studierte im Anschluss an der University of Southern California in Los Angeles, wo sie 1978 ihren Bachelor of Arts (B.A.) erhielt. Von 1988 bis 1992 gehörte sie dem Repräsentantenhaus von Georgia an. McKinney wurde im November 1992 für die Demokratische Partei in das Repräsentantenhaus des 103. US-Kongresses gewählt und vertrat dort, mit vier erfolgreichen Wiederwahlen, den vierten Wahlbezirk des Bundesstaates Georgia vom 3. Januar 1993 bis zum 3. Januar 2003. 2002 bemühte sie sich erfolglos um eine weitere Kandidatur. 
Erst 2005 gelang ihr der Wiedereinzug in das Repräsentantenhaus der Vereinigten Staaten, dessen Legislaturperiode vom 3. Januar 2005 bis zum 3. Januar 2007 dauerte. 2006 bemühte sie sich erneut erfolglos um eine weitere Kandidatur.
In ihrer ersten Amtsperiode setzte sich McKinney für ein Gesetz zum Ausbau der Leistungen für Opfer von Agent Orange unter Vietnam-Veteranen ein. Im Oktober 2001 brachte sie eine Gesetzesinitiative ein, die das Aussetzen des Gebrauchs, des Verkaufs, der Entwicklung, der Produktion, des Testens und des Exports von Munition aus abgereichertem Uran bis zum Vorliegen der Ergebnisse verschiedener Studien zu den Gesundheitseffekten solcher Munition beinhaltete.
Cynthia McKinney wurde im Rahmen des Projekts 1000 Frauen für den Friedensnobelpreis 2005 in Anerkennung ihres Engagements um Frieden und Menschenrechte für den Friedensnobelpreis nominiert.
Seit Oktober 2007 ist sie Mitglied der Grünen Partei. McKinney setzt sich unter anderem für die Rechte der Afroamerikaner und die Abschaffung der Todesstrafe ein. Bei der Präsidentschaftswahl im November 2008 trat sie als Kandidatin ihrer neuen Partei an.
2008 und 2009 nahm McKinney an der Free-Gaza-Bewegung teil, welche das Ziel hat, die israelische Seeblockade des Gazastreifens zu durchbrechen und Hilfe nach Gaza zu transportieren.
Im englischen Dokumentarfilm American Blackout wird unter anderem ihre Wiederwahl von 2004 gezeigt.